# Clorură de zinc
Clorura de zinc este o sare a zincului cu acidului clorhidric cu formula chimică ZnCl2. Substanța este incoloră sau albă și este foarte solubilă în apă. Totodată, ea este higroscopică, și delicvescentă. Mostrele trebuie păstrate departe de surse de umiditate, chiar și de către vaporii de apă prezenți în aer. Nu există niciun mineral natural cu această formulă chimică în afară de mineralul foarte rar numit simonkolleit (cu formula Zn5(OH)8Cl2·H2O). Clorura de zinc are utilizări largi în prelucrarea textilelor și în sinteza chimică.
Soluția clorurii de zinc dizolvă oxizi metalici, formând cloruri bazice; de aceea servește la curățirea suprafeței metalelor (decapare) în tinichigerie.

## Obținere
Clorura de zinc, ZnCl2, se obține din reacția acidului clorhidric cu zincul metalic. Se adaugă în acid puțin câte puțin zincul metalic până când acesta nu mai reacționează cu zincul, aceasta fiind „apa tare stinsă”. Șpanul de zinc, având o suprafață mai mare în raport cu volumul, va duce la micșorarea timpului de obținere a clorurii de zinc. Din reacție rezultă și se degajă hidrogenul care e inflamabil și în funcție de raportul de amestec (stoichiometric) cu aerul poate arde sau poate exploda. Deci reacția trebuie sa aibă loc în încăperi aerisite și fără foc deschis sau scântei. La cositorirea tablei galvanizate acidul clorhidric nu trebuie stins complet: el trebuie sa mai rămână în amestec cu clorura de zinc pentru a reacționa cu zincul de pe tablă iar apoi clorura de zinc să curețe tabla acolo unde a fost aplicat amestecul acid clorhidric-clorură de zinc.